# Lake Kirirua
Der Lake Kirirua ist ein See im Southland District der Region Southland auf der Südinsel von Neuseeland.

## Namensherkunft
Der See wurde von den Māori nach dem neuseeländischen Langflossenaal (Anguilla dieffenbachii) benannt.

## Geographie
Der Lake Kirirua ist der mit Abstand größte See auf der Insel Anchor Island, die sich im westlichen Teil des Tamatea / Dusky Sound befindet. Der See liegt mit einer Nord-Süd-Ausrichtung von rund 1,03 km Länge in der östlichen Hälfte der Insel und misst an seiner breitesten Stelle rund 600 m. Die Flächenausdehnung des Sees, der sich auf einer Höhe von 23 m befindet, beträgt rund 24,9 Hektar und sein Seeumfang rund 3,47 km.
Der Lake Kirirua verfügt über keine erkennbaren Zu- oder Abflüsse.